# Electric (singel)
Electric – singel amerykańskiej piosenkarki Katy Perry wydany 14 maja 2021 roku poprzez wytwórnię Capitol Records. Jest on głównym singlem albumu Pokémon 25: The Album stworzonego na dwudziestopięciolecie franczyzy Pokémon.

## Tło i historia wydania
13 stycznia 2021 roku ogłoszono, że obchody 25-lecia japońskiej franczyzy Pokémon rozpoczną się od współpracy z Katy Perry. 10 maja roku piosenkarka oficjalnie ogłosiła tytuł i datę wydania singla za pośrednictwem swoich kont w mediach społecznościowych. Singel został opublikowany 14 maja 2021 roku w formacie digital download oraz streaming. W tym samym dniu został wydany w formacie contemporary hit radio na terenie Włoch. Jako płyta kompaktowa zostanie wydany 11 czerwca tego samego roku, jednak już od 14 maja singel można było zamówić w preorderze. Piosenka jest głównym singlem z krążka Pokémon 25: The Album, który ma zostać wydany pod koniec 2021 roku.

## Opinia komercyjna
Już dzień po wydaniu singel stał się przebojem w serwisach streamingowych; dostał się na szczyt listy iTunes w Armenii, Brazylii, Ekwadorze, Meksyku i Słowacji. W pierwszej dziesiątce znalazł się w 27 państwach, w tym również w Polsce. Łącznie został zanotowany w 53 krajach w tym serwisie, a także w 33 państwach na liście przebojów serwisu Apple Music.
Już pierwszego dnia utwór dostał się do propozycji polskich radiowych list przebojów, w tym Gorącej 20 Radia Eska.
Po tygodniu utwór znalazł się w nowozelandzkim notowaniu New Zealand Hot Singles tworzonym przez stowarzyszenie Recorded Music NZ.

## Opinia krytyczna
Halle Kiefer z Vulture powiedziała, że utwór podąża „dobrze wydeptanymi śladami „Roar” i „Firework” (ang. in the well-trod footsteps of „Roar” and „Firework”), opisując je wszystkie jako „inspirujące popowe ballady” (ang. inspirational pop ballads). Recenzję utworu napisali także twórcy amerykańskiego tygodnika Billboard.

## Teledysk
Teledysk do utworu „Electric” został opublikowany 14 maja 2021 roku. Trzysekundowy zwiastun wideo pojawił się w programie Good Morning America dzień wcześniej. Został wyreżyserowany przez meksykańsko-amerykańskiego reżysera Carlosa Lópeza Estradę.

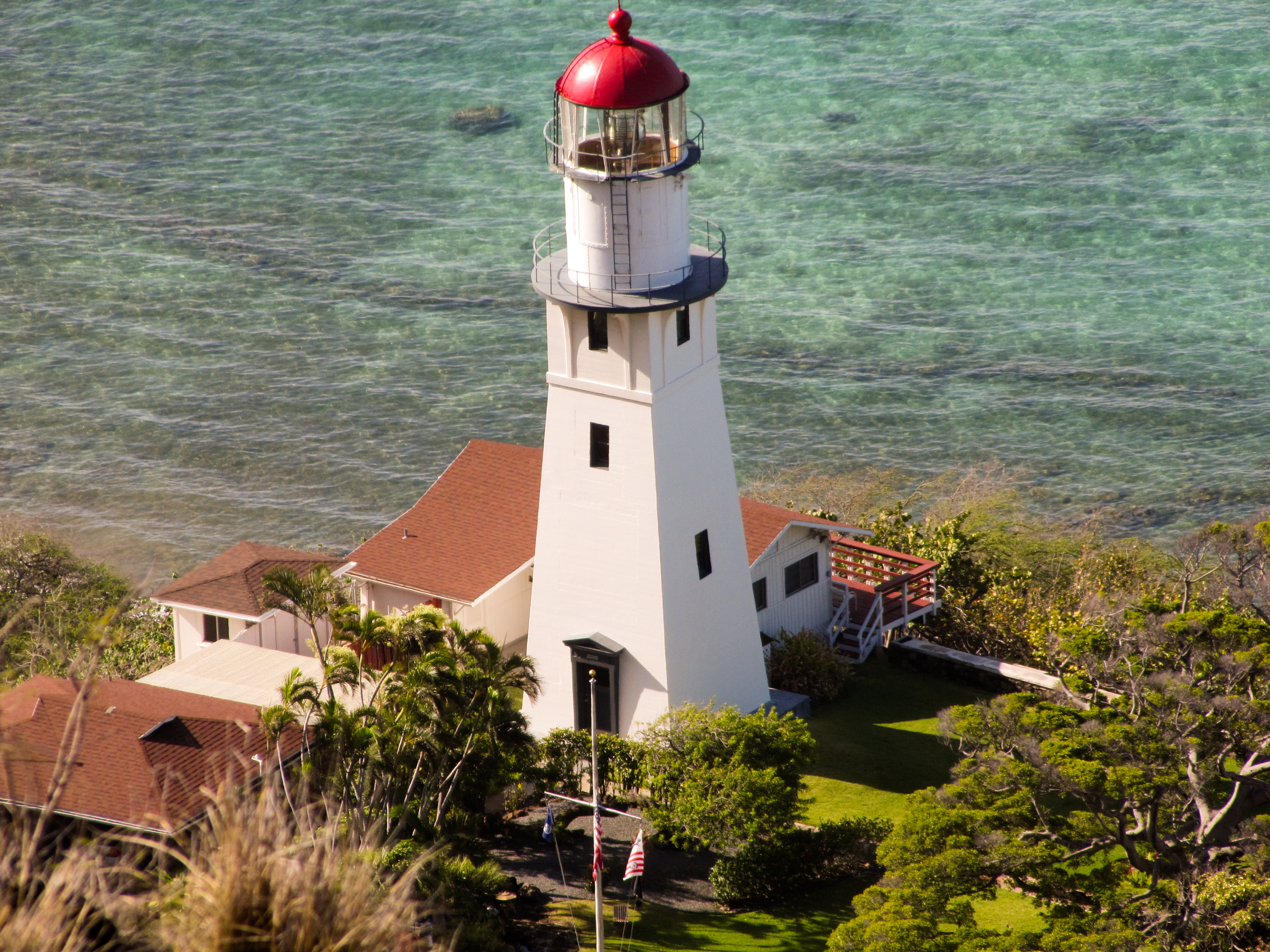
Latarnia morska, w której działa się akcja teledysku.

Głównymi postaciami w teledysku są Katy Perry oraz pokémon Pikachu. Akcja rozgrywa się na Hawajach. Po wejściu do latarni morskiej bohaterowie cofają się w czasie. Spotykają młodsze wersje siebie, które występują na targu miejskim. Starsza wersja Katy Perry pomaga młodszej odnaleźć swój styl muzyczny i dołączyć do konkursu odbywającego się na wyspie. Pod koniec filmu młodsza wersja Perry daje swój pierwszy występ w klubie, podczas gdy starsza wersja Perry i Pikachu oglądają ich z tłumu.

Pikachu jest ewolucją Pichu [innego pokémona], więc na filmie widzisz młodszą wersję mnie z Pichu oraz mnie w teraźniejszości z Pikachu. Oboje ewoluujemy, ale zachowujemy poczucie humoru.

## Lista utworów
| Digital download / media strumieniowe | Digital download / media strumieniowe | Digital download / media strumieniowe |
| Nr                                    | Tytuł utworu                          | Długość                               |
| ------------------------------------- | ------------------------------------- | ------------------------------------- |
| 1.                                    | „Electric”                            | 3:13                                  |

## Twórcy
|  | - Katy Perry – śpiew, słowa, muzyka - Bruce Wiegner – słowa, produkcja - The Monsters & Strangerz – produkcja - Jordan K. Johnson – słowa, muzyka - Stefan Johnson – słowa, muzyka - German – produkcja - Bart Schoudel – produkcja - Jon Bellion – słowa, muzyka - Lucas Marx – słowa, muzyka - Oliver Peterhof – słowa, muzyka - Rachel Kanner – słowa, muzyka - Rachael Findlen – inżynieria, personel studia - Serban Ghenea – miksowanie, personel studia | - Carlos López Estrada – reżyseria - Doug Klinger – produkcja wykonawcza - Anna Heinrich – produkcja - Nicole Jordan Webber – produkcja - Andrew Chennisi – produkcja - Yusef Chabayta – produkcja - Julian Conner – postprodukcja - Maverick Media – animacje |

## Notowania

### Tygodniowe
| Terytorium        | Notowanie                         | Pozycja | Źr.    |
| ----------------- | --------------------------------- | ------- | ------ |
| Belgia            | Ultratop 50 Singles (Flandria)    | –       | [ 22 ] |
| Cały świat        | Billboard Global 200              | 120     | [ 23 ] |
| Cały świat        | Billboard Global Excl. US         | 112     | [ 24 ] |
| Czechy            | Rádio – Top 100                   | 39      | [ 25 ] |
| Ekwador           | Ecuador Anglo (Audiencia)         | 15      | [ 26 ] |
| Japonia           | Japan Hot Overseas                | 1       | [ 27 ] |
| Kanada            | Canadian Hot 100                  | 97      | [ 28 ] |
| Kanada            | Hot Canadian Digital Song Sales   | 33      | [ 29 ] |
| Meksyk            | Mexico Airplay                    | 42      | [ 30 ] |
| Meksyk            | Mexico Ingles Airplay             | 22      | [ 31 ] |
| Niemcy            | Offizielle Download Charts Single | 33      | [ 32 ] |
| Nowa Zelandia     | New Zealand Hot Singles           | 21      | [ 13 ] |
| Panama            | Panama Anglo (Tocadas)            | 8       | [ 33 ] |
| Salwador          | El Salvador Anglo (Audiencia)     | 6       | [ 34 ] |
| Salwador          | El Salvador Anglo (Tocadas)       | 5       | [ 34 ] |
| Stany Zjednoczone | Digital Song Sales                | 25      | [ 35 ] |
| Urugwaj           | Uruguay Anglo                     | 15      | [ 36 ] |

## Historia wydania
| Obszar     | Data            | Format                      | Wersja   | Wytwórnia             | Źr.    |
| ---------- | --------------- | --------------------------- | -------- | --------------------- | ------ |
| Cały świat | 25 czerwca 2021 | CD                          | oryginał | Capitol Records       | [ 37 ] |
| Włochy     | 14 maja 2021    | CHR                         | oryginał | Universal Music Group | [ 6 ]  |
| Cały świat | 14 maja 2021    | digital download, streaming | oryginał | Capitol Records       | [ 1 ]  |